# Biserica „Sf. Nicolae” din Calafat
Biserica „Sf. Nicolae” din Calafat sau Catedrala Independenței este o biserică ortodoxă monument istoric din Calafat, România. Construcția bisericii a început între anii 1730-1740 sub forma unui bordei în pământ, numit în mod popular „Mahalaua din deal” din cauza incursiunilor otomane de peste Dunăre. Aceasta a fost construită inițial pentru marinari, care veneau să se roage la Sf. Ierarh Nicolae, patronul marinarilor.

## Galerie

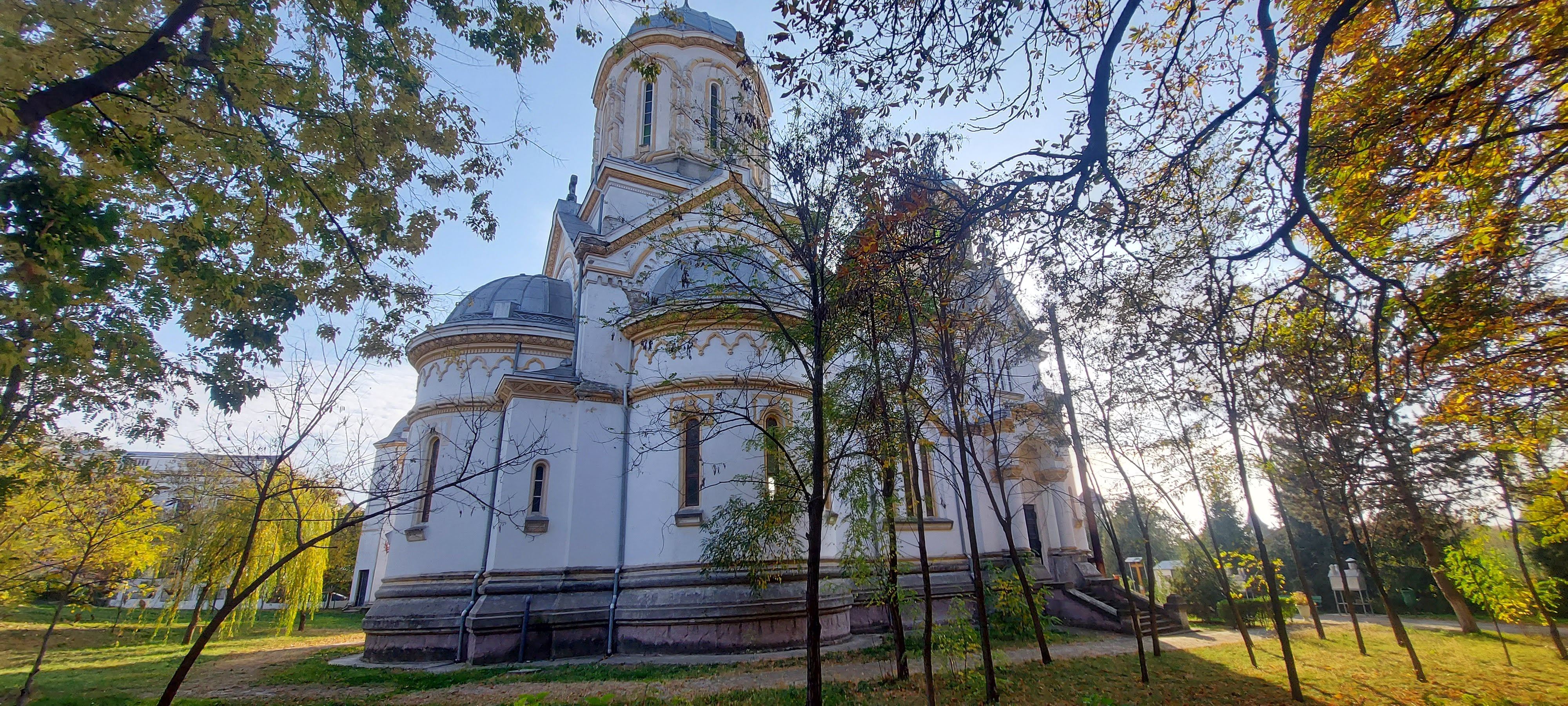
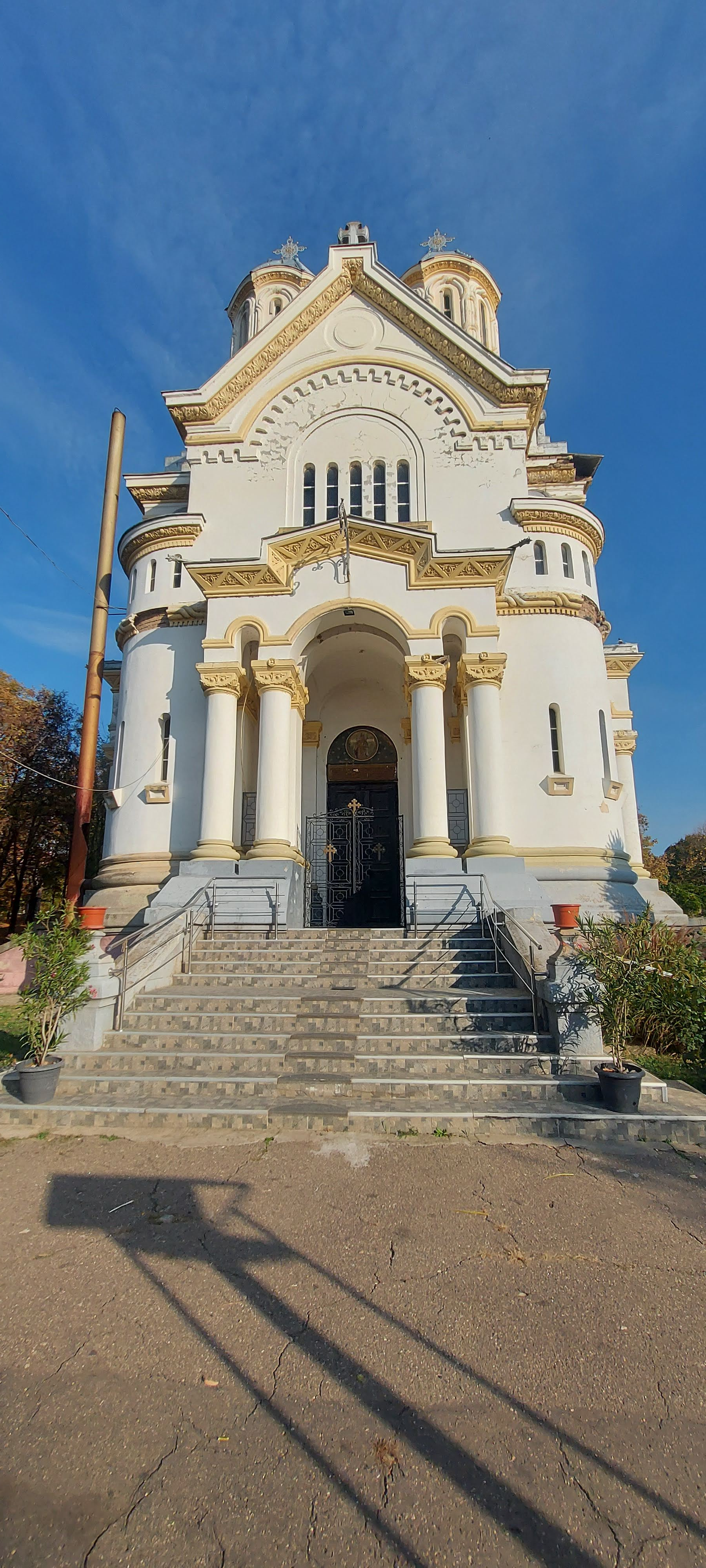
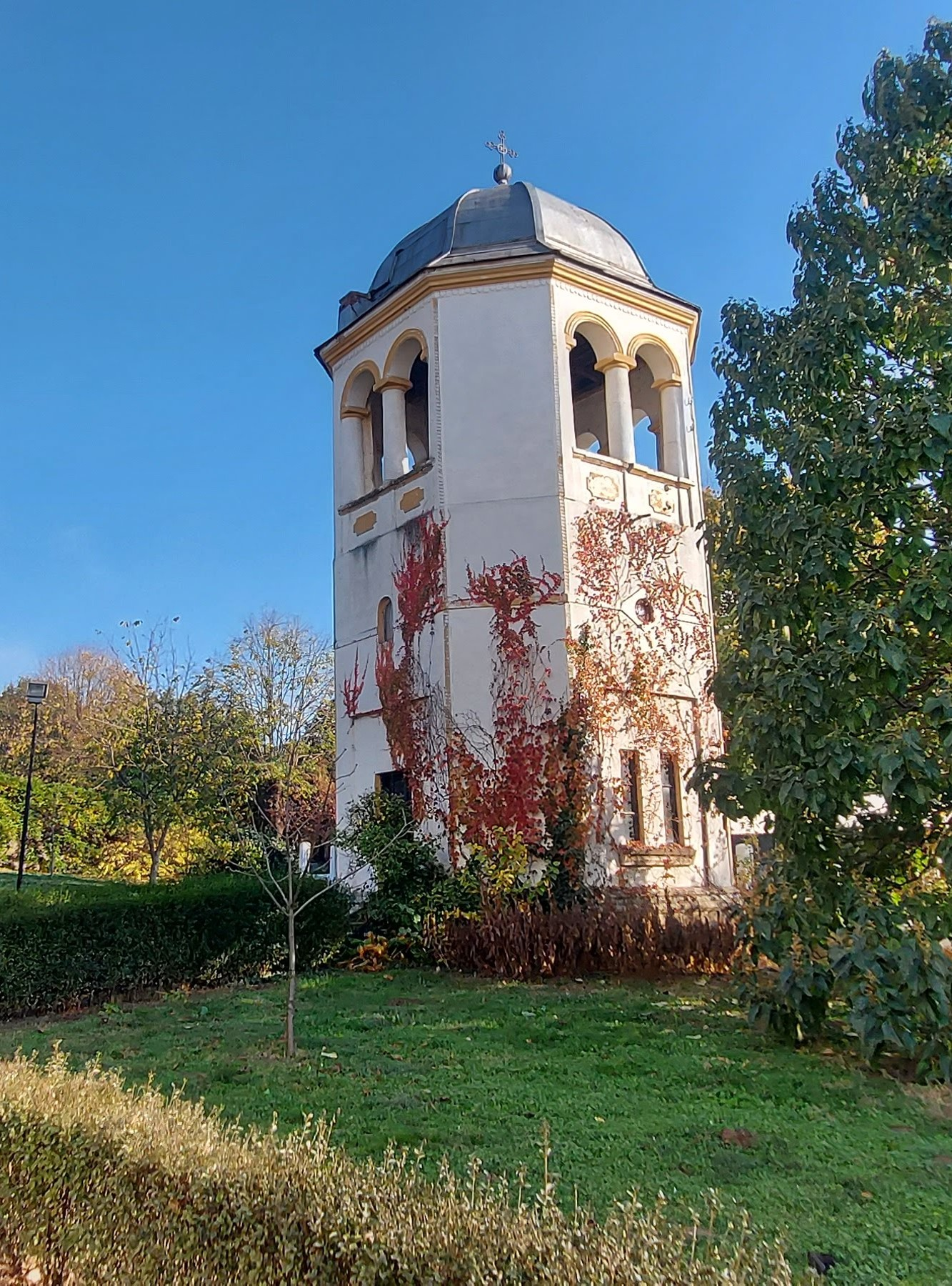